# Aphyosemion callipteron
Espèce
Aphyosemion callipteron (anciennement Episemion callipteron) est une espèce de poissons cyprinodontiformes du Gabon et de la Guinée équatoriale.

## Référence
- Radda & Pürzl (1987) « Episemion callipteron, ein neuer Killifisch aus Nordgabun », Deutsche Killifisch Gemeinschaft Journal, vol. 19, no 2, p. 17-22.